# August Ramminger
August Ramminger (* 28. August 1899 in Drackenstein; † 29. November 1975 in Gauting) war ein deutscher Journalist und Politiker (CSU).

## Leben und Beruf
Nach dem Volksschulabschluss, dem Besuch der Landwirtschaftsschule und dem Abitur am Humanistischen Gymnasium nahm Ramminger 1918/19 als Soldat am Ersten Weltkrieg teil. Er studierte zunächst Philosophie und Katholische Theologie am Missionsseminar in Ravengiersburg und begann anschließend ein Studium der Germanistik, Volkswirtschaft, Staatswissenschaft und Zeitungswissenschaft an der Ludwig-Maximilians-Universität München, das er mit der Promotion zum Dr. phil. beendete.
Ramminger arbeitete während der Zeit der Weimarer Republik als Chefredakteur beim Straubinger Tagblatt. Er nahm von 1939 bis 1945 als Soldat am Zweiten Weltkrieg teil und war während des Krieges Chefredakteur der Armeezeitung der ersten Armee in Paris. Außerdem fungierte er zunächst als Leiter des Berlin-Büros der in Amsterdam ansässigen Deutschen Zeitung in den Niederlanden (DZN), später dann als Leiter der Groningener Ausgabe. Zuletzt wurde er zum Leutnant der Reserve ernannt. Bei Kriegsende geriet er in britische Gefangenschaft, aus der er im Oktober 1946 entlassen wurde.
Nach seiner Entlassung aus der Kriegsgefangenschaft arbeitete Ramminger zunächst als freier Journalist. Er war seit Februar 1949 bei der Passauer Neuen Presse (PNP) tätig und dort von 1953 bis 1964 Leiter des Ressorts für Politik und Wirtschaft sowie Stellvertreter des Chefredakteurs Hans Kapfinger. Nach seinem Ausscheiden aus dem Beruf ging er 1965 nach Utting am Ammersee und verzog später nach Buchendorf bei Gauting.

## Partei
Ramminger war vor 1933 Mitglied der BVP. Zum 1. Mai 1935 trat er in die NSDAP ein (Mitgliedsnummer 3.647.213). Er trat später in die CSU ein und war zeitweise stellvertretender Vorsitzender des CSU-Kreisverbandes Passau.

## Abgeordneter
Ramminger gehörte dem Deutschen Bundestag von 1961 bis 1965 an. Im Parlament vertrat er den Wahlkreis Passau.